# Vicent Saura Villalonga
Vicent Saura Villalonga (Torreblanca, Plana Alta, 27 de febrer de 1901 - Barcelona, 22 de març de 1971) fou un futbolista valencià de la dècada de 1930.

## Trajectòria
La seva carrera transcorregué entre Catalunya i Castelló. Començà a destacar al FC Gràcia, passant més tard pel CE Castelló. L'any 1928 fou fitxat pel FC Barcelona, on romangué durant tres temporades i es proclamà campió de la primera lliga del club el 1929. Retornà al CE Castelló a la dècada de 1930, en que també formà part del Gimnàstic de Tarragona i de la UE Sants. Disputà diversos partits amb la selecció catalana de futbol.
L'any 1948 esdevingué entrenador del CE Europa.

## Palmarès
- Lliga espanyola:
  - 1928-29
- Campionat de Catalunya de futbol:
  - 1929-30, 1930-31